# Fakenham
Fakenham is een civil parish in het bestuurlijke gebied North Norfolk, in het Engelse graafschap Norfolk met 7617 inwoners.

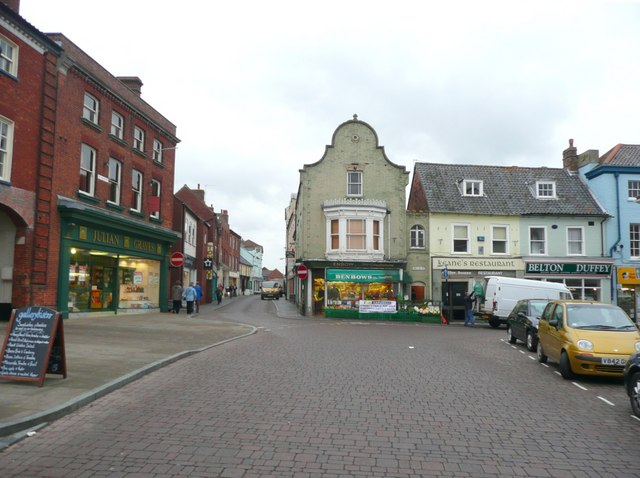
Marktplein
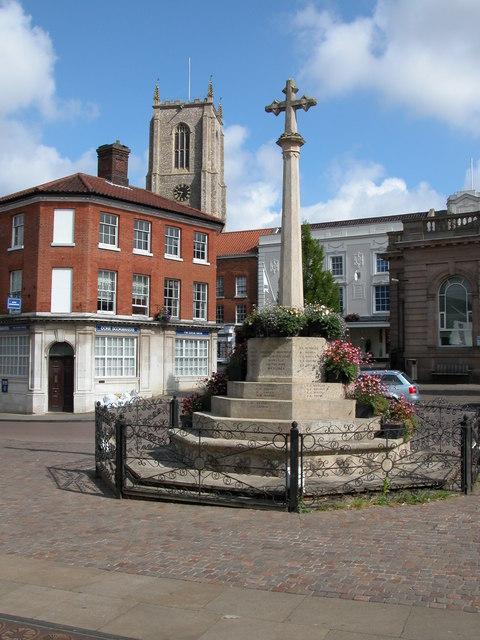
Oorlogsmonument
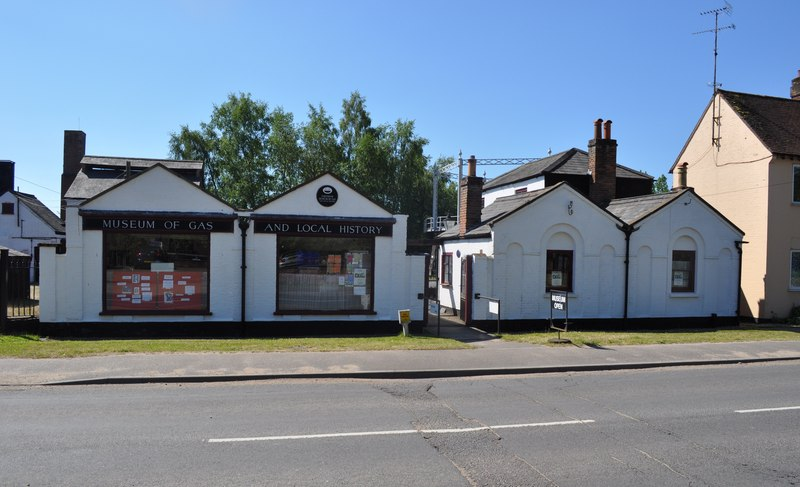
Fakenham Gas Works